# Giorgia Vettorello
Giorgia Vettorello, née le 6 juillet 2000 à Trévise, est une coureuse cycliste professionnelle italienne.

## Biographie
Elle signe un premier contrat professionnel pour la saison 2020 au sein de l'équipe Top Girls Fassa Bortolo. Équipe avec laquelle elle participe au tour d'Italie 2021, où elle s'illustre par une échappée lors de la 8e étape.
En juin 2022, elle quitte la Fassa Bortolo au profit de Bepink. 
Elle remporte sa première course professionnelle en 2023 sur la Kreiz Breizh Elites Dames.
A la fin de la saison 2023, elle signe un contrat avec l'équipe World Tour Roland, contrat qui est renouvelé pour la saison 2025.

## Palmarès sur route

### Par années
- 2023
  - Kreiz Breizh Elites Dames
- 2024
  - 2e du Grand Prix Presidente

### Résultats sur les grands tours

#### Tour d'Italie
5 participations
- 2021 : 74e
- 2022 : 75e
- 2023 : 66e
- 2024 : 59e
- 2025 : 94e

#### Tour de France
1 participation
- 2024 : 102e

#### Tour d'Espagne
2 participations
- 2023 : 70e
- 2024 : 69e

### Classements mondiaux
| Année                                 | 2021 | 2022 | 2023 | 2024 |
| ------------------------------------- | ---- | ---- | ---- | ---- |
| Classement UCI                        | 855e | nc   | 237e | 182e |
| UCI World Tour                        | nc   | nc   | 254e | 248e |
|                                       |      |      |      |      |
| Légende : nc = non classéSource : UCI |      |      |      |      |